# Gilson Bernardo
Gilson Alves Bernardo ou  Gilson ou Gilson Mão-de-Pilão (Contagem, 20 de fevereiro de 1968) é um ex-voleibolista indoor brasileiro. Conquistou vários títulos importantes pela seleção brasileira, entre os quais estão: a medalha de prata na Copa dos Campeões, uma medalha de ouro no Campeonato Sul-Americano, um bronze na Copa do Mundo e uma medalha de prata na Liga Mundial.

## Carreira
Exímio atacante de ponta ou ponteiro e também oposto, dono de ataque fortíssimo e saque potentes, muitas vezes premiados por tais fundamentos, se destacou pelos clubes brasileiros e gregos, no voleibol japonês, francês e italiano, além da medalha de ouro no Campeonato Sul-Americano de Voleibol Masculino de 1995, a prata na Copa dos Campeões Japão 1993 de bronze na Copa do Mundo de Voleibol Masculino de 1995 obteve a medalha de prata na Liga Mundial de Voleibol de 1995 atuando pela Seleção Brasileira entre outros títulos.
Em 1999 se transferiu ao voleibol japonês para disputar a Liga Japonesa de Voleibol pelo Suntory Sunbirds (Osaka) e durante 5 temporadas consecutivas sagrou-se campeão da liga japonesa e eleito 5 anos consecutivos como o Jogador Mais Valioso (MVP) desta e de 1999 a 2003 foi premiado como o maior pontuador consecutivamente. Em 2004 aposentou a camisa 16 no voleibol japonês, retornando a jogar fora do Japão como veterano.
Em 2010 assumiu a presidência da nova Ulbra, que mudou seu nome de Sport Club Ulbra para Universidade Sport Club, mesmo com a modificação no nome, o clube teve direito a vaga no Estadual de futebol, na Liga Futsal e na Superliga de Vôlei. Gilson, atuou como dirigente paralelamente a função de atleta, é casado e tem dois filhos.

## Clubes
| Clube                             | País   | De   | Até  |
| Olímpico Clube de Belo Horizonte  | Brasil | 1992 | 1993 |
| Palmeiras                         | Brasil | 1993 | 1994 |
| Frangosul Ginástica Novo Hamburgo | Brasil | 1994 | 1995 |
| Suzano                            | Brasil | 1995 | 1996 |
| Chapecó São Caetano               | Brasil | 1996 | 1997 |
| Ulbra                             | Brasil | 1997 | 1999 |
| Suntory Sunbirds                  | Japão  | 1999 | 2004 |
| Ethnikos Alex/Polis               | Grécia | 2004 | 2005 |
| SPFC/Ulbra/Ferraz de Vasconcelos  | Brasil | 2005 | 2006 |
| EA Patras                         | Grécia | 2006 | 2007 |
| Andreoli Latina                   | Itália | 2007 | 2008 |
| Tourcoing LM                      | França | 2008 | 2009 |
| Ulbra                             | Brasil | 2009 | 2010 |

## Títulos e Resultados
Superliga Brasileira de Voleibol
- 1996-Vice-Campeão atuando pelo Olympicus/Telesp
- 1997-Vice-Campeão atuando pelo Papel Report/Suzano[11]
- 1998-Campeão atuando pela Ulbra[11]
- 1999-Campeão atuando pela Ulbra/Pepsi[11]

Copa Brasil
- 1996-Campeão atuando pelo Chapecó/São Caetano[11]

Copa Sul
- 1997- Campeão atuando pela Ulbra/Diadora;[11]
- 1999- 3º Lugar atuandopela Ulbra[11]

V.League(Japão)
- 1999/2000- Campeão atuando pelo Suntory Sunbirds[9]
- 2000/2001- Campeão atuando pelo Suntory Sunbirds[9]
- 2001/2002- Campeão atuando pelo Suntory Sunbirds[9]
- 2002/2003- Campeão atuando pelo Suntory Sunbirds[9]
- 2003/2004- Campeão atuando pelo Suntory Sunbirds[9]

Campeonato Kurowashiki
- 1999-Vice- Campeão atuando pelo Suntory Sunbirds[9]
- 2000-Campeão atuando pelo Suntory Sunbirds[9]

Liga Francesa de Voleibol Masculino
- 2009- Vice-campeão atuando pelo TLM Voleibol[12]

Copa da França de Voleibol Masculino
- 2009-Vice-campeão[12]

Campeonato Grego de Voleibol Masculino
- 2004/2005- 10º Lugar atuando pelo Ethnikos Alex/Polis[13][14]
- 2006/2007-7º Lugar atuando pelo EA Patras[15][16]

Liga de Voleibol Masculino
- 2009-14º Lugar atuando pelo Andreoli Latina[17]

Seleção Brasileira de Voleibol Masculino
Liga Mundial de Voleibol
- 1992 – 5º Lugar (Gênova,  Itália)[10]
- 1996 – 5º lugar (Roterdã,  Países Baixos)[10]
- 1997 – 5º lugar (Moscou,  Rússia)[10]

Campeonato Mundial de Voleibol Masculino
- 1994 - 5º Lugar (Atenas,  Grécia)[10]

Jogos Olímpicos de Verão
- 1996 - 5º Lugar (Atlanta,  Estados Unidos)[4]

## Premiações individuais
- MVP(Most Valuable Player) Copa dos Campeões de Voleibol Masculino de 1993
- Melhor Saque da Liga Mundial de Voleibol de1995
- Melhor Atacante da Liga Mundial de Voleibol de 1995
- Melhor Jogador da Superliga Brasileira de 1997–98
- Melhor Atacante da Superliga Brasileira de 1997–98
- Melhor Sacador da Superliga Brasileira de 1997–98
- 1999-Maior Pontuador da V.League(Japão)[9]
- 1999-Prêmio de Melhor Saque da V.League(Japão)[9]
- 1999-Melhor Jogador da Equipe da V.League(Japão)[9]
- 2000-Prêmio de Melhor Saque da V.League(Japão)[9]
- 2000-Melhor Jogador da Equipe da V.League(Japão)[9]
- 2000-MVP da V.League(Japão))[9]
- 2000-Maior Pontuador  V.League(Japão)[9]
- 2001-Melhor Jogador da Equipe da V.League(Japão)[9]
- 2001-MVP da V.League(Japão))[9]
- 2001-Maior Pontuador  da V.League(Japão)[9]
- 2002-Prêmio de Melhor Saque da V.League(Japão)[9]
- 2002-Melhor Jogador da Equipe da V.League(Japão)[9]
- 2002-MVP da V.League(Japão)[9]
- 2002-Maior Pontuador  da V.League(Japão)[9]
- 2003-Prêmio de Melhor Saque da V.League(Japão)[9]
- 2003-Melhor Jogador da Equipe da V.League(Japão)[9]
- 2003-MVP da V.League(Japão)[9]
- 2003-Maior Pontuador  da V.League(Japão)[9]
- 2004-MVP da V.League(Japão)[9]
- 2004-Melhor Jogador da Equipe da V.League(Japão)[9]
- 2007-Maior pontuador Liga Grega de Voleibol atuando pelo EA Patrasso[3]